# Benno von Arent
Pour les articles homonymes, voir von Arent.
Benno von Arent, né le 19 juillet 1898 à Görlitz, mort le 14 octobre 1956 à Bonn est un homme politique national-socialiste et un SS, notamment connu pour ses responsabilités dans les domaines artistiques, sous le Troisième Reich.

## Biographie
Il devient décorateur de théâtre et rejoint la SS en 1931 et le NSDAP en 1932. La même année, il est l’un des fondateurs du Bund nationalsozialistischer Bühnen- und Filmkünstler (Union nationale-socialiste des artistes de théâtre et de cinéma). Il acquiert des responsabilités lors de l’arrivée d’Hitler au pouvoir, en 1933. Il devient alors Reichsbühnenbildner (Décorateur de théâtre du Reich) en 1936 puis Reichsbeauftragter für die Mode (Agent du Reich à la mode) en 1939. Il dessine les uniformes du personnel des services diplomatiques allemands. En 1944, il est élevé au range de SS-Oberführer.

## Sources
- (en) Cet article est partiellement ou en totalité issu de l’article de Wikipédia en anglais intitulé « Benno von Arent » (voir la liste des auteurs).

- Notices d'autorité :   - VIAF
  - ISNI
  - BnF (données)
  - LCCN
  - GND
  - Pays-Bas
  - NUKAT
  - Tchéquie
  - WorldCat